# Klas Särner
Klas Johan Gustaf Särner (Habo, 1891. december 25. – Stockholm, 1980. január 22.) olimpiai bajnok svéd tornász.
Az 1920. évi nyári olimpiai játékokon indult tornában és a svéd rendszerű csapat összetettben aranyérmes lett.
Klubcsapata az I6 IF volt.